# Freddy Numberi
Freddy Numberi, född 15 oktober 1947, var guvernör i den indonesiska provinsen Papua 1998-15 april 2000, han tjänstgör i den nya indonesiska regeringen som minister för fiskeri och maritima affärer.